# شاهد آتش است (فیلم ۱۹۹۶)
شاهد آتش است (به هندی: Agni Sakshi) فیلمی محصول سال ۱۹۹۶ و به کارگردانی پارتو گوش است. در این فیلم بازیگرانی همچون جکی شروف، نانا پاتیکار، مانیشا کویرالا، دیویا دوتا، آلوک نات ایفای نقش کرده‌اند.